# Macrozamia douglasii
Macrozamia douglasii är en kärlväxtart som beskrevs av Walter Hill och Frederick Manson Bailey. Macrozamia douglasii ingår i släktet Macrozamia och familjen Zamiaceae. IUCN kategoriserar arten globalt som livskraftig. Inga underarter finns listade i Catalogue of Life.